# Arroyo de Horsbere
Horsbere Brook es un afluente del río Severn en Inglaterra. Comienza en Gran Witcombe y fluye en dirección noroeste hacia Longford, su boca es el Severn.
Parte del arroyo forma una sección del límite entre los pueblos de Longford y Longlevens. Horsbere está en una alcantarilla mientras pasa por debajo de las carreteras A40, A38, A417 y A46.

## Curso
A partir de Great Witcombe, el arroyo toma una dirección casi recta hacia el noroeste, pasando por el centro de Brockworth antes de entrar en Gloucester. A medida que el arroyo Horsbere avanza hacia el noroeste, empieza a interactuar más con los asentamientos humanos y las infraestructuras. Fluye a través de las zonas de Hucclecote y Barnwood, donde a veces se refuerzan sus orillas para acomodar el desarrollo urbano. En esta fase, el arroyo atraviesa la zona de almacenamiento de agua del arroyo Horsbere.
Continuando su viaje hacia el oeste, el arroyo Horsbere entra en Longlevens, una zona suburbana de Gloucester. Aquí, el arroyo serpentea suavemente a través de espacios abiertos, parques y barrios residenciales, con varias pasarelas y caminos que proporcionan acceso público. El arroyo Horsbere desemboca finalmente en el canal Este del río Severn. En esta zona baja, el arroyo se ensancha ligeramente y se ralentiza, transportando sedimentos y nutrientes hacia su destino final. El punto exacto en el que el arroyo Horsbere entra en el Severn depende de los niveles de agua y de cualquier modificación a pequeña escala de la hidrología local.

## Plan de alivio de inundaciones
En respuesta a las importantes inundaciones de 2007, la Agencia de Medio Ambiente construyó el Plan de Alivio de Inundaciones de Horsbere Brook, completado en 2011. Este proyecto implicó la excavación de 120.000 metros cúbicos de tierra para crear una gran zona de almacenamiento de inundaciones adyacente a la carretera A417 Barnwood Link.
El plan está diseñado para proteger más de 350 hogares en Elmbridge y Longlevens de inundaciones con una probabilidad de 1 en 100 de ocurrir en un año determinado. Cuando el caudal del arroyo Horsbere aumenta, el exceso de agua fluye hacia el área de almacenamiento y se libera gradualmente de nuevo en el arroyo cuando el caudal del río disminuye. El sitio tiene una capacidad total de almacenamiento de 170.000 metros cúbicos. 